# Bailamos
Singles de Enrique Iglesias
Nunca te olvidaré
(1998) Rhythm Divine
(1999)
Clip vidéo
[vidéo] « Bailamos », sur YouTube
Bailamos est une chanson du chanteur espagnol Enrique Iglesias incluse dans la bande originale du film Wild Wild West et sortie en single en été 1999. Elle apparaîtra également sur le premier album en anglais d'Enrique Iglesias, qui sera bientôt (après le grand succès de la chanson) enregistré et paraitra à la fin de la même année.
Aux États-Unis, la chanson a débuté à la 63e place du Hot 100 du magazine Billboard dans la semaine du 10 juillet 1999, atteint la 1re place dans la semaine du 4 septembre et est restée au sommet pendant encore une semaine,. C'est son premier numéro un aux États-Unis.
Au Royaume-Uni, elle a débuté à la 92e place du hit-parade des singles dans la semaine du 22 au 28 août 1999 et atteint la 4e place dans la semaine du 5 au 11 septembre.
La chanson a aussi atteint la 1re place en Espagne, la 2e place en Suède et en Nouvelle-Zélande, la 3e place en Norvège, la 5e place aux Pays-Bas, la 6e place en France et en Wallonie (Belgique francophone), la 8e place en Suisse, la 10e place en Allemagne, la 11e place en Flandre (Belgique néerlandophone), la 13e place en Australie, la 17e place en Autriche et la 18e place en Finlande.